# William Sprague (Politiker, 1830)

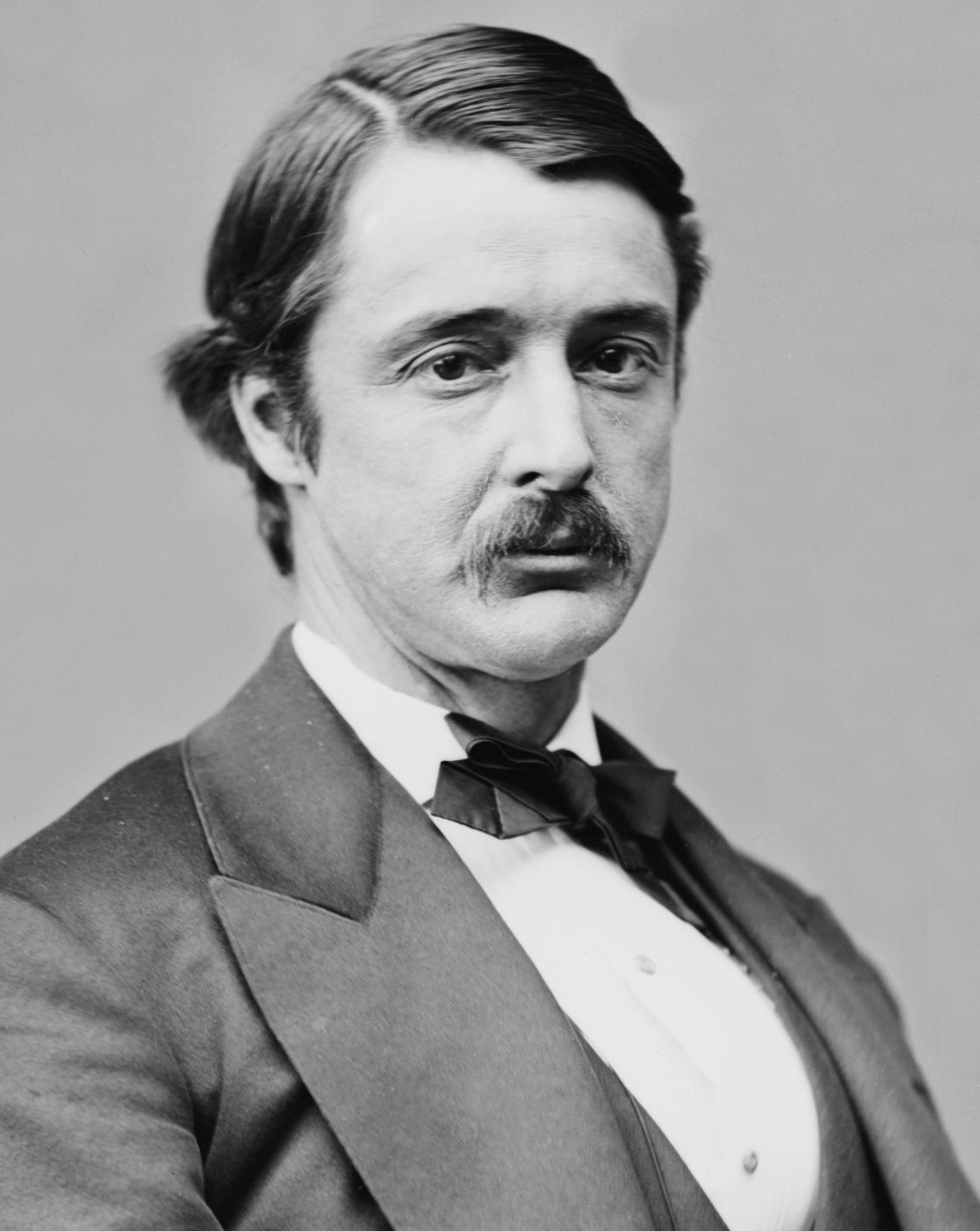
William Sprague

William Sprague IV (* 12. September 1830 in Cranston, Rhode Island; † 11. September 1915 in Paris, Frankreich) war ein US-amerikanischer Politiker und von 1860 bis 1863 Gouverneur des Bundesstaates Rhode Island. Zwischen 1863 und 1875 vertrat er seinen Staat im US-Senat.

## Frühe Jahre
William Sprague IV war Neffe von William Sprague III, der ein früherer Gouverneur von Rhode Island und Mitglied in beiden Kammern des US-Kongresses gewesen war. Der jüngere William besuchte die öffentlichen Schulen seiner Heimat und das Irving Institute in Tarrytown. Nach der Ermordung ihres Vaters am 31. Dezember 1843 mussten sowohl William als auch sein Bruder Amasa ihre Ausbildung abbrechen, um in der familieneigenen Firma, der A & W Sprague Manufacturing Company, mitzuarbeiten. Das Unternehmen, das sich vor allem mit dem Kattundruck und der Herstellung von Textilien befasste, wurde nun von ihrem Onkel, dem ehemaligen US-Senator und Gouverneur, geleitet. Nach dessen Tod im Jahr 1856 wurde William dort Teilhaber. Dieser befasste sich nun auch mit Eisenwaren und dem Bau von Lokomotiven.

## Gouverneur und US-Senator
William Sprague wurde Mitglied der Republikanischen Partei, als deren Kandidat er im Jahr 1860 zum Gouverneur von Rhode Island gewählt wurde. In den Jahren 1861 und 1862 wurde er jeweils bestätigt. Sprague war ein Anhänger der Union und stellte noch vor der Aufforderung durch Präsident Abraham Lincoln Geld und Truppen für den Bürgerkrieg zur Verfügung. Zu Beginn des Krieges nahm er auch aktiv an den Kämpfen teil. Sprague stellte auch ein Regiment mit Afroamerikanern auf. Im weiteren Verlauf seiner Gouverneurszeit unterstützte er weiterhin die Kriegsanstrengungen der Bundesregierung. Im Jahr 1862 wurde William Sprague als Class-1-Senator in den Kongress gewählt. Dort trat er 1863 die Nachfolge von Samuel G. Arnold an. Gleichzeitig dankte er als Gouverneur ab. Nach einer Wiederwahl im Jahr 1868 konnte er zwei Legislaturperioden bis zum 3. März 1875 im Senat absolvieren. Im Kongress war er Vorsitzender des Committee on Manufactures und Mitglied des Ausschusses zur Verwaltung des öffentlichen Landes.

## Weiterer Lebenslauf
Noch während seiner Zeit im Senat kam es 1873 zu einer Wirtschaftskrise, die sowohl seine Firma als auch ihn persönlich hart traf. Hinzu kamen Eheprobleme mit seiner damaligen Frau Kate Chase, der Tochter von Salmon P. Chase, der seit 1864 Oberster Richter der Vereinigten Staaten war. Seine Ehe wurde 1882 geschieden. Im Jahr 1883 bewarb sich Sprague erfolglos um eine Rückkehr in das Amt des Gouverneurs. Dieses Mal kandidierte er für die Demokratische Partei, die sich mit der Independent Party auf Sprague als Kandidat geeinigt hatte. Danach ließ er sich in der Nähe der Stadt Narragansett nieder, wo er in der Landwirtschaft tätig war und im Jahr 1900 Vorsitzender des Stadtrates wurde. 1909 zerstörte ein Feuer sein Haus und viele persönliche Unterlagen.
Danach zog er mit seiner zweiten Frau Dora Inez Clavert nach Frankreich. Nach dem Ausbruch des Ersten Weltkriegs im August 1914 stellten die Spragues ihre Wohnung in Paris für Verwundete aller Nationalitäten zur Verfügung. William Sprague starb in Paris im September 1915. Er wurde im Familiengrab in Providence beigesetzt. Aus seiner ersten Ehe mit Kate Chase hatte er vier Kinder.